# Синдорское
Синдорское или Синдор — таёжное реликтовое озеро, второй по величине природный водоём Республики Коми, расположено в бассейне реки Вымь в 13 км к юго-востоку от железнодорожной станции Синдор. Площадь озера — 28,5 км². Площадь водосборного бассейна — 281 км². Лежит на высоте 132 метра над уровнем моря.
Озеро представляет собой остаток обширного древнего водоёма, существовавшего на водоразделе рек Вишеры и Выми. Сейчас имеет черты умирающего озера. Длина около 12 км, ширина — от 2 до 4 км, средняя глубина — около 1,5 м. Озеро интересно своими лабиринтами между островами, как материковыми (их 13), так и кочующими — это довольно крупные, иногда способные выдержать вес человека торфяно-растительные сплавины.
В Синдор впадают пять притоков, берущих начало из заболоченного водораздела. Наиболее значительная из них — река Угъюм. Вытекает река Вис. В Синдоре обитают: окунь, плотва, ерш, щука, язь, карась, налим. Озеро располагается на территории Синдорского комплексного заказника. Значительную площадь заказника занимают сосновые и берёзовые молодняки. В лесах вокруг озера встречается кедр сибирский, охраняемый в Республике Коми государством. Заказник создан в 1975 году для сохранения благоприятных условий для воспроизводства ценных промысловых животных: бобра, ондатры, норки, выдры.

## Этимология
Впервые идею об угорском происхождении этого гидронима высказал И. Н. Смирнов. В. И. Лыткин дальше развил эту идею, раскрыл этимологию названия. По его предположению, начальная форма гидронима выглядела как Сенгтор и означала «туманное озеро» от мансийского сэнгкв — «пар; туман» и тур — «озеро». Далее по принципу народной этимологии слово тур перешло в дор — «место возле, около чего-либо». Затем название конкретизировалось местным географическим термином ты — «озеро».

## В литературе
Встрѣчаются уголки, ласкающіе взоръ наблюдателя. По общему признанно Синдорское озеро одинъ изъ такихъ уголковъ нашего сѣвера.
Если смотрѣть въ тихій, ясный день, то передъ вами огромный овалъ — зеркало, заключенное въ живыа рамки—берега, покрытые пышной растительностью стоі лѣтнихъ кедровъ, зеленѣющихъ по уваламъ. Изрѣдка въ низменныхъ мѣстахъ, дремлетъ вѣчно плакучій ельникъ, отражаясь въ зеркальной поверхности воды комматыми остроконечными верхушками. На самой средина озера темнѣютъ крохотные островки, словно искусственна наведенныя эмалью пятнышки на серебромъ сверкающей глади.
Длина озера три чомкоса, а въ ширину около 51 верстъ, то есть девяносто кв. верстъ. И вотъ на этомъ то озерѣ, на этихъ зеленѣющихъ берегахъ, какъ на краишкѣ огромнаго блюда, сиротливо ютится одна единственная деревушка въ 26 дворовъ.
Кыркочь на Выми до Синдорскаго озеря считается около 70 вер., но одолѣть это пространства въ лѣтнюю пору даже пѣшеходомъ дѣло не легкое. Болѣе 20 верстъ тянется болото, гдѣ, чтобы не увязнуть по горло, надо дѣлать заячьи прыжки съ кочки на кочку.
— Шергин И. А.